# Beechmont (Kentucky)
Beechmont es un lugar designado por el censo ubicado en el condado de Muhlenberg en el estado estadounidense de Kentucky. En el Censo de 2010 tenía una población de 689 habitantes y una densidad poblacional de 145,77 personas por km².

## Geografía
Beechmont se encuentra ubicado en las coordenadas 37°10′9″N 87°2′22″O / 37.16917, -87.03944. Según la Oficina del Censo de los Estados Unidos, Beechmont tiene una superficie total de 4.73 km², de la cual 4.71 km² corresponden a tierra firme y (0.33%) 0.02 km² es agua.

## Demografía
Según el censo de 2010, había 689 personas residiendo en Beechmont. La densidad de población era de 145,77 hab./km². De los 689 habitantes, Beechmont estaba compuesto por el 98.11% blancos, el 0.73% eran afroamericanos, el 0% eran amerindios, el 0% eran asiáticos, el 0% eran isleños del Pacífico, el 0.15% eran de otras razas y el 1.02% pertenecían a dos o más razas. Del total de la población el 0.87% eran hispanos o latinos de cualquier raza.